# Sofaproblemet
Sofaproblemet er et uløst matematisk problem, der blev formuleret af den østrigsk-canadiske matematiker Leo Moser i 1966. Problemet er en todimensionel idealisering af det virkelige problem med at flytte møbler, idet der søges efter arealet A af den største stive, sammenhængende todimensionelle geometriske figur, som kan bevæge sig gennem et L-formet område i planen (en "korridor med et hjørne") med bredde lig 1. Det derved beskrevne areal A kaldes sofakonstanten.
Eftersom en halvcirkelskive med radius 1 kan passere gennem hjørnet, kan man nemt opstille en nedre grænse for sofakonstanten:
{\displaystyle A\geq \pi /2\approx 1,570796327}
John Hammersley udledte i 1968 en væsentligt højere nedre grænse:
{\displaystyle A\geq \pi /2+2/\pi \approx 2,207416099}
Udledningen var baseret på en telefonrørslignende figur bestående af to kvarte cirkelskiver på hver side af et rektangel med sidelængderne 1 og {\displaystyle 4/\pi }, hvorfra en halvcirkelskive med radius {\displaystyle 2/\pi } er blevet fjernet.
J.L. Gerver fandt en kompliceret sofa, hvis kant er opbygget af 18 cirkelbuer, der yderligere øger den nedre grænse for sofakonstanten til cirka 2,219531669. Dette tal opnåede han ved hjælp af numerisk integration. Endvidere gav han meget overbevisende argumenter (næsten et fuldstændigt bevis) for, at denne sofa rent faktisk er optimal. Den eksakte værdi af sofakonstanten udgør stadig et uløst problem inden for matematikken.
Aalborg Universitet bruger sofaproblemet som et pilotprojekt, hvori førsteårsstuderende i matematik og datalogi skal søge at afdække problemstillingen gennem gruppearbejde.